# 마리엘 톰프슨
마리엘 톰프슨(영어: Marielle Thompson, 1992년 6월 15일~)은 캐나다의 프리스타일 스키 선수로 주 종목은 스키크로스이다. 2014년 동계 올림픽 여자 스키크로스 금메달, 2022년 동계 올림픽 여자 스키크로스 은메달을 획득했으며 세계 선수권 대회에서 금메달 1개, 은메달 2개를 획득했다.